# Henry Lascoe
Henry Lascoe, né le 30 mai 1912 à New York et mort le 1er septembre 1964, est un acteur américain.
Il fut actif entre 1949 et 1964.